# The Working Girl's Success
The Working Girl's Success è un cortometraggio muto del 1911 prodotto dalla Lubin. Il nome del regista non viene riportato nei credit del film che è interpretato da Cleo Ridgely qui al suo debutto cinematografico.

## Trama
Nellie è povera e deve lavorare. Munita di una lettera di presentazione del pastore della sua chiesa, si presenta a cercar lavoro in una fabbrica di camicie. Gordon, il figlio del proprietario, è colpito dalla ragazza e ben presto se ne innamora. Ma la famiglia di lui si oppone al matrimonio e disereda il figlio. Gordon, per mantenere la moglie, trova lavoro come autista. Passano cinque anni. I genitori di Gordon sono tornati sui loro passi e, pentiti, ora sono pronti ad accogliere in famiglia lui e Nellie.

## Produzione
Il film fu prodotto dalla Lubin Manufacturing Company.

## Distribuzione
Distribuito dalla General Film Company, il film - un cortometraggio di 180 metri - uscì nelle sale statunitensi il 19 agosto 1911. Nelle proiezioni, veniva programmato con il sistema dello split reel, accorpato in un'unica bobina con un altro cortometraggio prodotto dalla Lubin, il documentario Proclaiming Archbishop Prendergast.